# عائلة كوري
عائلة كوري هي عائلة فرنسية أنجبت عدداً من العلماء المتميزين في مجالات الفيزياء والكيمياء، وتحصل عدد منهم على عدة جوائز أبرزها جائزة نوبل. من أبرز أعضاء العائلة ماري كوري وبيار كوري.

## شجرة عائلة كوري

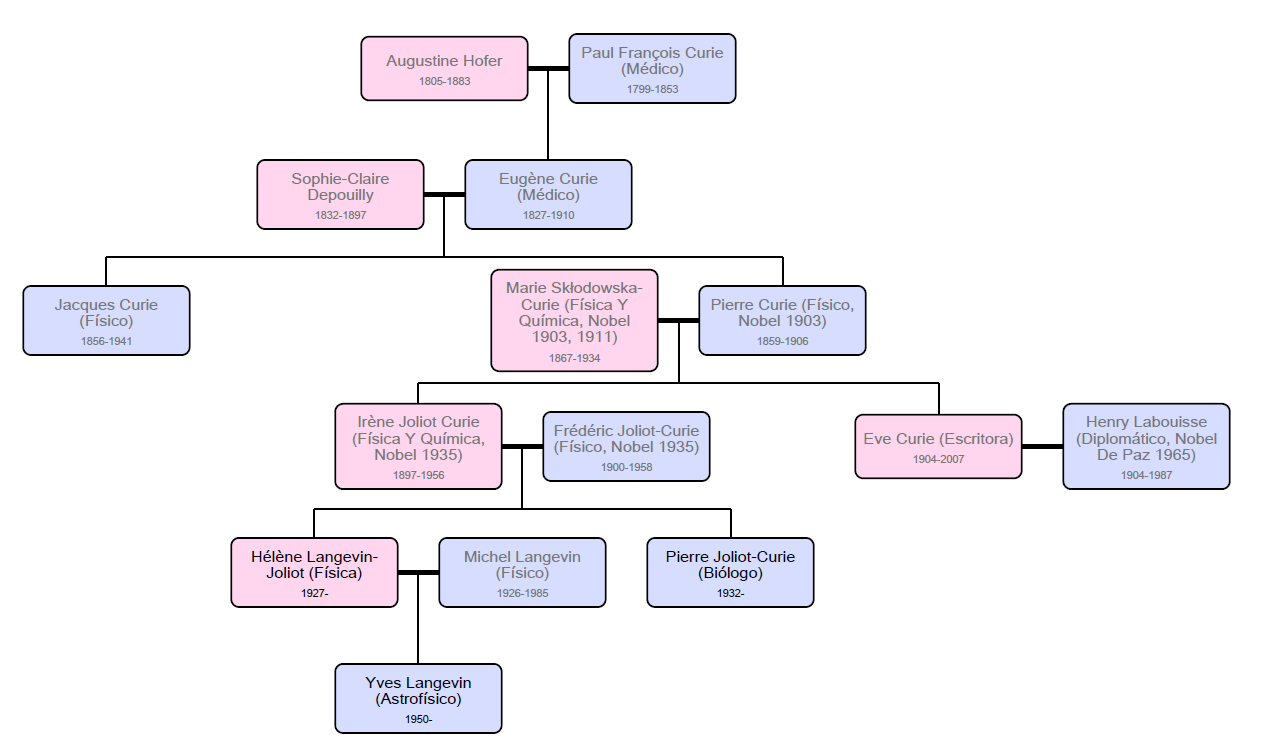
شجرة العائلة

بول فرنسوا كوري (1799–1853)، طبيب 
 x اوجستين هوفر (1805–1883)، سليلة العالم الشهير والرياضي يوهان بيرنولي (1667–1748).
- - يوجين كوري (1827–1910)، دكتورة 
 x صوفي كلير دوبوي (1832-1897).
    - جاك كوري (1855–1941)، فيزيائي 
 x ماري ماسون (1856–1945).
      - موريس كوري (1888–1975)، فيزيائية.
        - دانيال كوري (1927-2000)، فيزيائي.

    - بيار كوري (1859–1906)، فيزيائي، متحصل على جائزة نوبل في الفيزياء سنة 1903 
 x ماري كوري (1867–1934)، فيزيائية وكيميائية متحصلة على جائزة نوبل سنة 1903 و 1911
      - إيرين جوليو-كوري (1897–1956)، فيزيائية حاصلة على جائزة نوبل سنة 1935 
 x فردريك جوليو-كوري (1900–1958)، فيزيائي حاصل على جائزة نوبل سنة 1935
        - بيير جوليو-كوري (1932)، أحيائي 
 x آن جريكوروف، أحيائية، ابنة جورج غريكوروف وكوليت روديت.
          - مارك جوليو (1962)، عالم أعصاب.
          -  آلان جوليو (1964)، عالم أحياء.

        - هيلين لانجفان-جوليو (1927)، عالمة فيزياء نووية 
 x ميشيل لانجفين (1926–1985)، فيزيائي ابن أندريه لانجفين ولوسي دوبوس، حفيد باول لانجفين وجين داسفو.
          - فرانسواز لانجيفين ميجانجوس x كريستيان ميجانغوس.
          - إيف لانجفين (1951)،[13] عالم فيزياء فلكي

      - إيف كوري (1904–2007)، كاتبة، صحفية، عازفة بيانو 

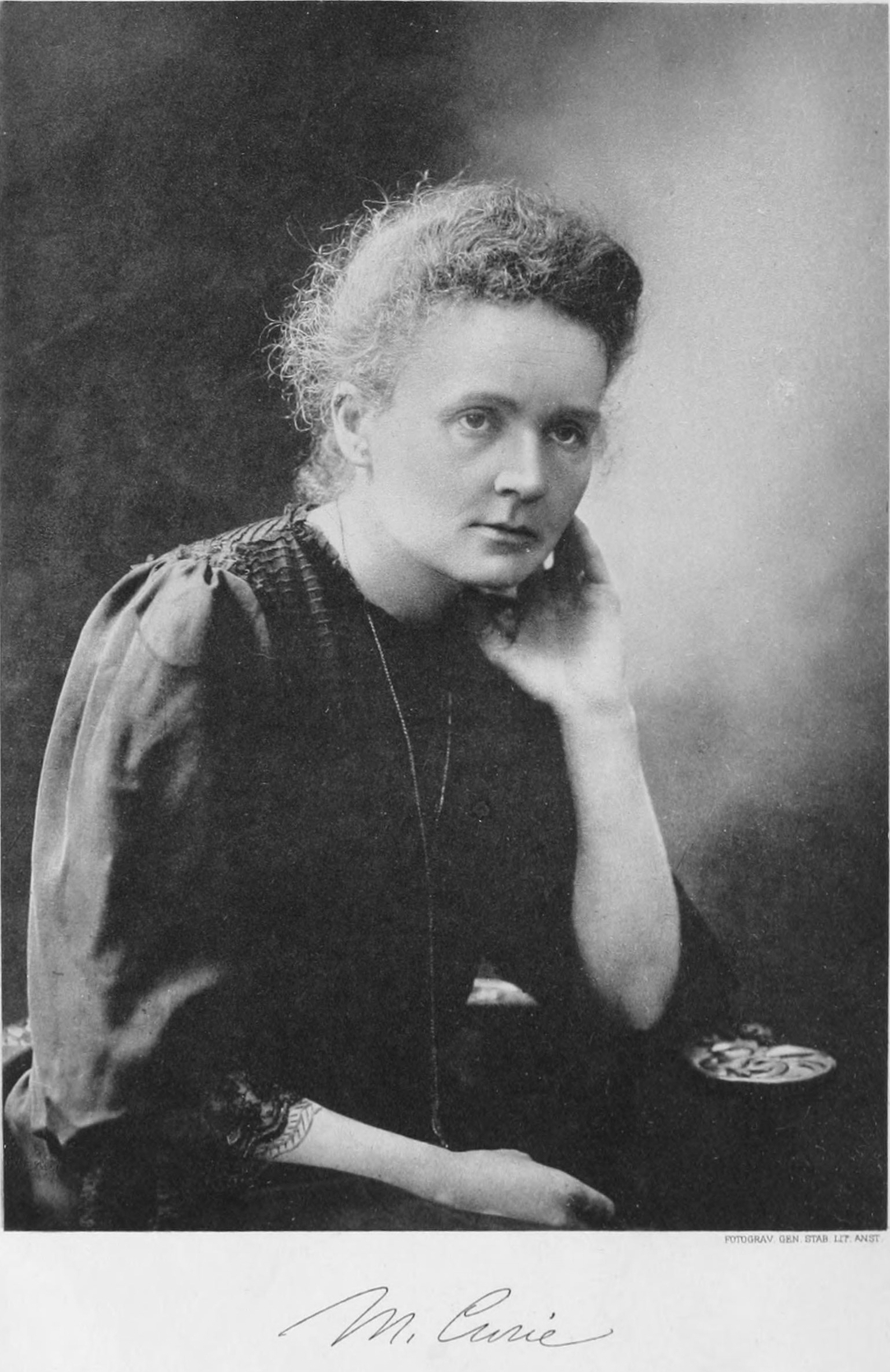
ماري كوري

 x هنري لابويسي (1904–1987)، ديبلوماسي أمريكي، حائز على جائزة نوبل للسلام سنة 1965